# مانگای ورزشی
مانگای ورزشی (به ژاپنی: ス ポ ー ツ 漫画) ژانری از مانگا و انیمه ژاپنی است که بر داستان‌هایی با ورزش و سایر فعالیت‌های ورزشی و رقابتی تمرکز دارد. اگرچه آثار انیمیشن ژاپنی که ورزش را در اوایل دهه ۱۹۲۰ منتشر می‌کردند، مانگای ورزشی تا اوایل دهه ۵۰ میلادی به عنوان یک دسته گسسته ظاهر نمی‌شد این ژانر در زمینه اشغال ژاپن پس از جنگ جهانی دوم به شهرت رسید و در طول و پس از بازی‌های المپیک تابستانی ۱۹۶۴ در توکیو به چشم می‌خورد. مانگای ورزشی که به عنوان محبوب‌ترین ژانرهای مانگا و انیمه شناخته می‌شود، معرفی ورزش‌های جدید به ژاپن و محبوبیت بخشیدن به ورزش‌های موجود است.

## آماده‌سازی

والیبال از مانگای ورزشی بیسبالی 3rd base4 از گوشو آئویاما. خطوط سرعت، جلوه‌های صوتی مکتوب و کشیده شدن غیرطبیعی توپ برای نشان دادن حرکت، از ویژگی‌های بارز مانگای ورزشی است.

عنصر اصلی یک سری مانگای ورزشی، به تصویر کشیدن یک ورزش خاص است. این ژانر شامل وسعتی از ورزش‌ها می‌شود که هم ریشه ژاپنی دارند و هم غیر ژاپنی، شامل ورزشهایی با محبوبیت اصلی (به عنوان مثال: والیبال ، بیس بال، فوتبال، تنیس ، بسکتبال ، بوکس، دوچرخه سواری ، فوتبال آمریکایی)، ورزشهای به نسبت کمتر محبوب (مانند مسابقات خیابانی با ماشین، ژیمناستیک، تنیس روی میز،  بسکتبال با ویلچر) و سایر فعالیتها و فعالیتهای کاملاً رقابتی (مانند بیلیارد، شوگی، ماهژونگ، گو).
مانگای ورزشی یک ژانر محبوب در بین خوانندگان جوان، به ویژه خوانندگان مانگای شونن (کمیک‌های پسرانه) است. ساختار معمول یک داستان مانگای ورزشی، ساختاری است که به راحتی برای مخاطبان جوان درک می‌شود: درگیری به یک رویداد ورزشی تبدیل می‌شود، از طریق عمل ورزشی اوج می‌گیرد و درگیری با یک خط پایان واقعی یا استعاری پایان می‌یابد. نویسنده پائول گراوِت خاطرنشان می‌کند که «در پایان، یک قهرمان ورزشی مانگا مطمئناً پیروز می‌شود یا خوب می‌بازد، بنابراین هیجان از خواندن چگونگی غلبه بر او بر تمام چالش‌ها با عزم و صداقت ناشی می‌شود».

## تاریخچه

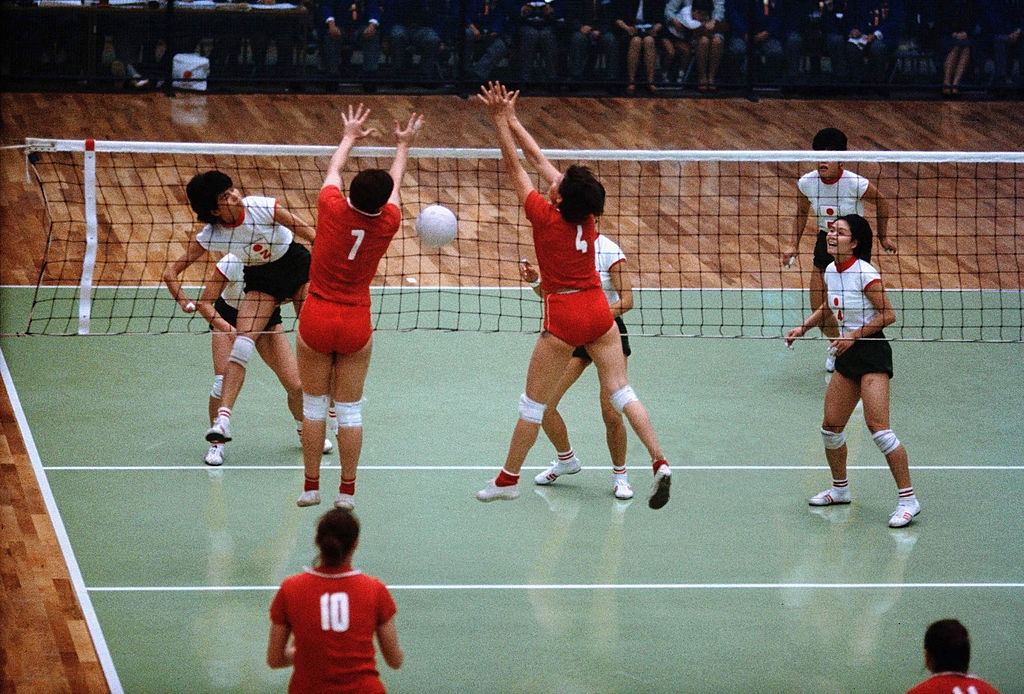
مدال طلای ژاپن در والیبال زنان در بازی‌های المپیک تابستانی ۱۹۶۴ توکیو باعث افزایش محبوبیت مانگای ورزشی در بین خوانندگان زن شد.

المپیک حیوانات، یک فیلم کوتاه انیمیشن در سال ۱۹۲۸ به کارگردانی یاسوجی موراتا، توسط منتقدان به عنوان اولین انیمیشن ورزشی در نظر گرفته می‌شود. این فیلم با الهام از بازی‌های المپیک تابستانی ۱۹۲۸ در آمستردام و نشان دهنده تأثیر غرب در ورزش‌هایی بود که ژانر را شکل می‌دهد، مانند فیلم‌های انیمیشن کوتاه ۲ بعدی« بازی بیس بال ما» (۱۹۳۰) نیز به کارگردانی موراتا و بیس بال در جنگل (۱۹۳۴) به کارگردانی سیچی هارادا.
اگرچه ورزشهای غربی از دوران میجی در ژاپن انجام می‌شده‌است، نیروهای آمریکایی در زمان اشغال ژاپن در تشویق به تصویب ورزشهایی مانند بیس بال، بوکس و کشتی نقش فعالی داشتند. ورزش‌های سنتی ژاپن مانند جودو، کاراته و کن دو از برنامه‌های درسی مدارس ژاپن به عنوان بخشی از تلاش گسترده‌تر برای سرکوب فعالیت‌هایی که به عنوان جنگجو یا پرخاشگری تلقی می‌شدند، ممنوع بود. این ممنوعیت در سال ۱۹۵۰ توسط ژنرال داگلاس مک آرتور برداشته شد و منجر به رونق محبوبیت هم برای ورزش به‌طور کلی و هم برای مانگای ورزشی شد.
مجموعه مانگای جودو توسط ایچی فوکویی، که برای اولین بار در سال۱۹۵۲ در مجله مانگا Bōken'ō منتشر شد. بیس بال از طریق عناوینی مانند دوکابن و ستاره غول‌ها که سابق آن بیش از ۴۸ میلیون نسخه فروش داشته‌است، به محبوب‌ترین ورزش در این سبک تبدیل شد. رویدادهای ورزشی در زندگی واقعی که می‌تواند توسط یک دوربین متحرک (مانند کشتی حرفه ای یا سومو) فیلم‌برداری شود، به ورزش‌های تلویزیونی مشهوری تبدیل شدند که سازندگان انیمه و مانگا را از تلاش برای انطباق با آنها منصرف می‌کند. جاناتان کلمنتس و هلن مک‌کارتی متذکر می‌شوند که سازندگان متوجه شده‌اند که «ژانر» توانایی بالقوه واقعی در نمایش مخاطبان چیزهایی است که به راحتی از طریق کنش‌های زنده به دست نمی‌آورند.
بازی‌های المپیک تابستانی ۱۹۶۴ در توکیو باعث رونق محبوبیت مانگا و انیمه ورزشی شد. مدال طلای ژاپن در والیبال بانوان در این بازی‌ها با افزایش محبوبیت ورزش بانوان در ژاپن و همچنین افزایش محبوبیت مانگای ورزشی در جمعیت شوجو (مانگای دختران) و جوسی (مانگای زنان) همراه بود. محبوبیت مجموعه‌های ورزشی مانگا شوگو مانند حمله شماره ۱ - اولین انیمه ورزشی برای مخاطبان زن - معرفی تنوع بیشتر ورزش در ژانر، از جمله باله و تنیس است. در دهه ۱۹۶۰ ملودرام داستان‌های spo-kon به نفع داستان‌های کمدی و کمیک‌های چهار صفحه ای و همچنین اولین انیمیشن اقتباسی از یک مانگای ورزشی" با ستاره غول‌ها" در سال ۱۹۶۸ کاهش یافت.
در دهه ۷۰ میلادی، بازرگانی به یکی از محرک‌های اصلی فروش انیمه تبدیل شد و منجر به تکثیر مجموعه‌هایی مانند مسابقه سرعت (Speed Racer) شد که به عنوان اسباب بالقوه بودند. بیس بال همچنین به عنوان یک موضوع محبوب برای این سبک دوباره ظهور می‌کند. در دهه ۸۰، محبوبیت مانگای ورزشی کاهش یافت، زیرا علمی تخیلی و فانتزی به عنوان ژانرهای غالب رسانه ظاهر شدند. اکثر مانگاهای ورزشی که در دهه ۱۹۸۰ منتشر شده بودند، تکباره بودند یا فقط در حرکات ورزشی داشتند. مجموعه‌های مانگا مانند Mitsuru Adachi Touch، اولین بار در سال ۱۹۸۱ منتشر شد، پیش زمینه عاشقانه و یک محیط حومه ای است که منعکس کننده رشد طبقه متوسط ژاپن است. برعکس، برخی از مانگاهای ورزشی دهه ۱۹۸۰ مانند کاپیتان سوباسا بر اساس پتانسیل فروش خارجی محبوبیت پیدا کردند؛ این مجموعه برای مخاطبان بین‌المللی به زبان‌های اسپانیایی، پرتغالی، فرانسوی و ایتالیایی و سایر زبان‌های دنیا ترجمه شده‌است.
دهه ۹۰ شاهد گسترش این ژانر به ورزشهای باطنی مانند ماهیگیری و مسابقه قایق بودیم، در حالی که دهه ۲۰۰۰ محبوبیت روزافزون مانگای ورزشی با عناصر فانتزی (Eyeshield 21) یا تمرکز بر فعالیتهای کم‌تحرک مانند گو یا گین رامی افزایش یافت. داستان‌های Spo-kon با اکشن سبک و شخصیت‌های خسته کننده از محبوبیت مجدد در دهه ۲۰۱۰ برخوردار بودند، که توسط مجموعه‌هایی مانند انیمیشن پینگ پنگ(Ping Pong) و بسکتبال کوروکو مشخص می‌شود.

## برترین مانگاها و انیمه‌های ورزشی
- قفل آبی
- هایکیو!!(ハイキュー!! -Haikyū)
- بسکتبال کوروکو(黒子のバスケ-Kuroko no Basuke)
- فری! کلوب شنای ایواتوبی(Free! Iwatobi Swim Club)
- انفجار بزرگ! (おおきく振りかぶって-Ōkiku Furikabutte)
- کاپیتان سوباسا (فوتبالیست‌ها) (キャプテン翼-Kyaputen Tsubasa)
- یوری روی یخ(ユーリ!!! on ICE)
- رکاب‌زنان کوهستان(弱虫ペダル-Yowamushi Pedaru)
- هاجیمه نو ایپو(はじめの一歩)
- قهرمانان تنیس ( شاهزاده تنیس) (テニスの王子様 - Tenisu no Ōjisama)[۱۱][۱۲]